# Artemio Casas
Artemio Gabriel Casas (* 20. Oktober 1911 in Meycauayan, Bulacan; † 29. März 1989) war ein römisch-katholischer Geistlicher, der zwischen 1961 und 1968 Bischof von Imus sowie von 1974 bis 1985 Erzbischof von Jaro war.

## Leben
Casas wurde am 20. März 1938 zum Priester geweiht und am 11. Dezember 1961 zum ersten Bischof von Imus ernannt. Als solcher empfing er am 24. Februar 1962 seine Bischofsweihe durch den Erzbischof von Manila Rufino Kardinal Santos, dessen Mitkonsekratoren der Weihbischof des Erzbistums Nueva Segovia und Titularerzbischof von Nicopsis Juan C. Sison sowie der Titularbischof von Mylasa Peregrin de la Fuente Néstar waren. Er nahm zwischen 1962 und 1965 an allen vier Sitzungsperioden des Zweiten Vatikanischen Konzils teil. Am 6. Mai 1968 wurde er zum Weihbischof des Erzbistums Manila sowie Titularbischof von Macriana Minor ernannt. Sein Nachfolger als Bischof von Imus wurde daraufhin Felix Paz Perez.
Zuletzt wurde Casas am 11. Mai 1974 als Nachfolger von Jaime Lachica Sin zum Erzbischof von Jaro ernannt. Am 24. Oktober 1985 trat er als Erzbischof zurück und wurde daraufhin durch Alberto Jover Piamonte abgelöst.

## Weblink
- Eintrag zu Artemio Casas auf catholic-hierarchy.org

| Vorgänger             | Amt                           | Nachfolger             |
| --------------------- | ----------------------------- | ---------------------- |
| Bistum neu geschaffen | Bischof von Imus 1961–1968    | Felix Paz Perez        |
| Jaime Lachica Sin     | Erzbischof von Jaro 1974–1985 | Alberto Jover Piamonte |

| Personendaten    | Personendaten                                     |
| ---------------- | ------------------------------------------------- |
| NAME             | Casas, Artemio                                    |
| ALTERNATIVNAMEN  | Casas, Artemio Gabriel (vollständiger Name)       |
| KURZBESCHREIBUNG | philippinischer Geistlicher, katholischer Bischof |
| GEBURTSDATUM     | 20. Oktober 1911                                  |
| GEBURTSORT       | Meycauayan, Bulacan                               |
| STERBEDATUM      | 29. März 1989                                     |